# Пауль Вефер
Пауль Вефер (нім. Paul Wever; 28 січня 1893 — 11 серпня 1944) — німецький військовий діяч, віцеадмірал крігсмаріне (1 жовтня 1943).

## Біографія
1 квітня 1912 року вступив на флот кадетом. Пройшов підготовку на важкому крейсері «Ганза» і в військово-морському училищі в Мюрвіку. Учасник Першої світової війни, служив на легких крейсерах «Штутгарт» і «Емден». У вересні 1917 року переведений в підводний флот, вахтовий офіцер. Після закінчення війни залишений на флоті, служив прапор-лейтенантом, торпедним офіцером в торпедних інспекції. З 17 квітня 1929 року — навігаційний офіцер на легкому крейсері «Кенігсберг». 28 жовтня 1930 року переведений в Морське керівництво начальником відділу. З 17 січня 1933 року — військово-морський аташе в німецькому посольстві в Парижі (одночасно вважався військово-морським аташе посольств в Мадриді і Лісабоні). З 24 березня 1936 року — 1-й офіцер броненосця «Адмірал граф Шпее». 31 травня 1937 року очолив штаб торпедної інспекції. З 15 червня 1938 по 5 травня 1939 року командував легким крейсером «Емден». З 23 серпня 1939 року — начальник штабу Командування групи ВМС «Захід», з 1 січня 1940 року — начальник відділу розвідки ОКМ. Після поразки Франції 22 червня 1940 очолив групу ВМС у складі комісії з перемир'я — це був дуже важливий пост, оскільки Адольф Гітлер розраховував на французький флот в боротьбі проти Великої Британії. Вефер керував групою до 16 січня 1943 року, а 2 вересня 1943 року був призначений командувачем-адміралом на Південному узбережжі Франції. Помер від інфаркту.

## Нагороди
- Залізний хрест
  - 2-го класу (30 червня 1916)
  - 1-го класу
- Орден Фрідріха (Вюртемберг), лицарський хрест 2-го класу з мечами
- Галліполійська зірка (Османська імперія)
- Нагрудний знак підводника (1918) (3 березня 1919)
- Орден морських заслуг (Іспанія) 2-го класу в білому (23 січня 1932)
- Почесний хрест ветерана війни з мечами (15 жовтня 1934)
- Медаль «За вислугу років у Вермахті»
  - 4-го, 3-го і 2-го класу (18 років; 2 жовтня 1936) — отримав 3 нагороди одночасно.
  - 1-го класу (25 років; 1 квітня 1937)
- Орден Корони Італії, командорський хрест
- Орден «Святий Олександр», командорський хрест (Третє Болгарське царство; 31 березня 1939)
- Іспанський хрест в сріблі (6 червня 1939)
- Застібка до Залізного хреста
  - 2-го класу (20 жовтня 1939)
  - 1-го класу (5 грудня 1939)
- Хрест Воєнних заслуг 2-го і 1-го класу з мечами (1942)